# Kampf dem Faschismus
Kampf dem Faschismus, auch als KdF-Gruppe bezeichnet, war eine Hamburger Widerstandsgruppe in der Zeit des Nationalsozialismus. Die Abkürzung „KdF“ wählte sie in bewusster Anlehnung an das nationalsozialistische Freizeitprogramm Kraft durch Freude (KdF). Ihr politisches Ziel war die „Beseitigung des Nationalsozialismus und Beendigung des Krieges an allen Fronten“. Acht Mitglieder der Gruppe wurden nach ihrer Inhaftierung im KZ Fuhlsbüttel bei den Endphaseverbrechen im KZ Neuengamme im April 1945 ermordet.

## Geschichte

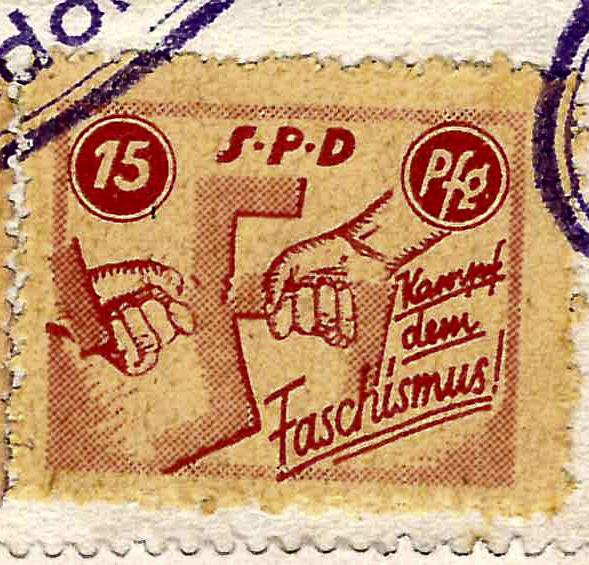
Ca. 1930–1932: 15-Pfennig-Beitragsmarke „Kampf dem Faschismus“ der SPD für Extrabeiträge im Parteibuch

Gedenktafel für Arthur Schulze Mitglied der KdF in Hamburg-Wandsbek

Der Name der Widerstandsgruppe geht auf den Slogan „Kampf dem Faschismus“ zurück, der spätestens seit den 30er-Jahren des 20. Jahrhunderts beziehungsweise zum Ende der Weimarer Republik überall in Deutschland gebräuchlich war. Beispielsweise druckte ihn die Sozialdemokratische Partei Deutschlands auf den Beitragsmarken für Parteibuch-Extrabeiträge ihrer Mitglieder in größerem Rahmen ab.
Die spätere Hamburger KdF-Gruppe, über deren Geschichte und Mitglieder nur wenige Informationen vorliegen, war in der Zeit vor dem Zweiten Weltkrieg zunächst ein „loser Freundeskreis“, der sich zu einer Widerstandsgruppe entwickelte. Dieser Gruppe gehörten Personen unterschiedlicher gesellschaftlicher Schichten an, wie Unternehmer, Arbeiter, Handwerker und Kleingewerbetreibende, Ärzte, Rechtsanwälte und Architekten sowie in der Verwaltung tätige Personen in Behörden und der Industrie. Seit 1942 wurden auch Zwangsarbeiter und Kriegsgefangene, die in Hamburger Betrieben eingesetzt waren, in die Gruppe einbezogen, in der Endphase des Zweiten Weltkriegs zusätzlich Luftschutzbeauftragte und Mitglieder des Volkssturms.
Seit dem Beginn des Zweiten Weltkriegs bestand über den Maschinenmeister Carl Schultz und den Metallarbeiter Heinrich Schröder, die zu den führenden Mitgliedern gehörten, eine Verbindung zum Leipziger Widerstand. Ansprechpartner war ein „Dr. Carl Schmidt“, was möglicherweise ein Deckname war.
Nach einem Erfahrungsaustausch bildete die KdF-Gruppe erste Betriebsgruppen in Hamburger Werken wie der HEW und der AEG. Aus Geheimhaltungsgründen hatten die Mitglieder nur wenige Kontakte untereinander. Mitglieder der KdF-Gruppe konnten erfolgreich politisch Verfolgte und jüdische Kinder verstecken. Sie unterstützte Ausländer mit Lebensmittelkarten und verübten vereinzelt Sabotage in Produktionsbetrieben.
Seit 1942/43 stand die KdF-Gruppe mit anderen Widerstandsgruppen im In- und Ausland, wie der Bästlein-Jacob-Abshagen-Gruppe und dem Nationalkomitee Freies Deutschland über Funk in Verbindung. Durch Verbindungsleute in der NSDAP erfuhren sie Details aus Besprechungen der Hamburger Gauleitung. Ab 1944 legte die Gruppe Waffenlager an und erarbeitete Pläne zur Unterstützung der Alliierten während der Befreiung vom Nationalsozialismus, wobei auch die Befreiung der Häftlinge aus dem KZ Neuengamme geplant war.

## Organisation und Zielsetzung
Nach einem in der Nachkriegszeit entstandenen Bericht der Hamburger Widerstandsgruppe war „Carl S.“ (Carl Schultz) der Begründer. In verschiedenen Stadtteilen Hamburgs waren Widerstandszellen eingerichtet, die Gruppen- und Zellenleitern unterstanden. Insgesamt gab es nach dem Bericht 18 Gruppenleiter, etwa 164 Zellenleiter und etwa 3800 Mitglieder. Falls es Mitgliederlisten gab, wurden diese nach der Verhaftung Schröders, eines der Gruppenleiter der KdF-Gruppe, vernichtet.
Nach dem Bericht hatte sich die Widerstandsgruppe vor dem Beginn des verschärften Luftkrieges als Ziel gesetzt, Verbindungen mit den umliegenden Orten herzustellen, verfolgte Nazigegner zu verstecken und Juden zu helfen. Zu den Aufgaben der Mitglieder gehörte auch, die Nachrichtensendungen der Alliierten abzuhören und die Informationen weiterzugeben. Nach den vermehrten Bombenangriffen auf Hamburg und der absehbaren Niederlage des nationalsozialistischen Deutschen Reiches bestand die Hauptaufgabe darin, die abgeworfenen Flugblätter der Alliierten zu verteilen, „im Falle einer erzwungenen Verteidigung Hamburgs unnötiges Blutvergießen und Zerstörungen [zu] vermeiden“, den Volkssturm zu behindern und die Befreiung der Häftlinge im KZ Neuengamme vorzubereiten. Ebenso sollte zur Erzielung eines baldigen Kriegsendes ein schnelleres Vorrücken der Alliierten durch Sabotageakte und die Verhinderung von Brückensprengungen ermöglicht werden. Aus diesem Grund richtete die KdF-Gruppe in Eidelstedt ein Munitionslager ein.
Als liberal-bürgerlich und antifaschistisch eingestellte Widerstandsgruppe waren sich die Mitglieder darüber einig, nach Beendigung des Krieges zur Schaffung einer demokratischen Regierungsform und einem Wiederaufbau durch Werktätige und Angehörige der Mittelschicht beizutragen. Außenpolitisch sollten Voraussetzungen für freundschaftliche Beziehungen zu den Nachbarstaaten geschaffen werden.

## Verhaftungen und Endphaseverbrechen
Nach dem Attentat vom 20. Juli 1944 verschärfte die Hamburger Gestapo die Suche nach Widerstandsgruppen. Durch den gezielten Einsatz von V-Leuten waren bald viele Details über diese Widerstandsgruppe bekannt.
Spätestens seit September 1944 war der Gestapo-Spitzel Alfons Pannek auf Mitglieder der Widerstandsgruppe Kampf dem Faschismus angesetzt, die er bis April 1945 verfolgte. Pannek hatte bereits 1942 über seinen Lesemappenvertrieb den Widerstandskämpfer Heinrich Schröder, einen der Gruppenleiter der KdF-Gruppe, kennengelernt. Schröder war ihm jedoch zunächst mit Zurückhaltung begegnet, bis er nach dem 20. Juli 1944 durchblicken ließ, dass er einer Widerstandsgruppe angehörte. Nach der vom Reichssicherheitshauptamt erlassenen Direktive, auch nach auswärtigen Verbindungen zu suchen, spionierte Pannek seit September 1944 auch Carl Schultz aus, den er über Schröder kennengelernt hatte, und erfuhr, dass eine Verbindung zu „einem Mann aus Leipzig“ (Carl Schmidt) und zum NKFD bestand.
Trotz intensiver Fahndung und Überwachung konnte Schmidt nicht aufgespürt werden. Daher verhaftete die Gestapo zunächst im Dezember 1944 Heinrich Schröder, weil dieser die Identität Schmidts kennen musste. Trotz schwerer Folter blieb die Befragung Schröders ergebnislos. Schröders Frau, die ebenfalls kurzfristig inhaftiert war, konnte anschließend noch Carl Schultz über die Verhaftungen informieren.
Carl Schultz wurde am 5. April 1945 verhaftet und im Hochbunker am Heiligengeistfeld einer „verschärften Vernehmung“ unterzogen. Am Tag darauf erfolgte die Verhaftung weiterer Mitglieder der KdF-Gruppe. Da bekannt geworden war, dass es einen Verbindungsmann der Gestapo zu der Widerstandsgruppe gab, sollte dieser nicht durch die Verhaftung gewarnt werden, und so wurde Schultz unter dem Decknamen „Walter Schüler“ ins KZ Fuhlsbüttel eingeliefert.
Die Identität des „Dr. Carl Schmidt“ aus Leipzig wurde nie geklärt. Angeblich hielt er sich Ende Januar im Hamburger Hotel Atlantic auf und wurde dort verhaftet.
Mehrere inhaftierte Mitglieder der Widerstandsgruppe, die ins Gestapo-Gefängnis Fuhlsbüttel gebracht worden waren, mussten zusammen mit anderen Häftlingen am 12. April 1945 einen „Evakuierungsmarsch“ in das Auffanglager in Kiel-Hassee antreten. Während des Marsches starben durch Erschöpfung oder Erschießen die französischen Zwangsarbeiter André Baptiste und Jupp Luve, der Däne Knud Reimond und der Russe Iwan Stotzkuat. Ein weiteres Mitglied der Gruppe, Arthur Schulze, der den Todesmarsch überlebt hatte, starb am 28. Mai 1945 im Marinelazarett Bordesholm an den Folgen der Haft.

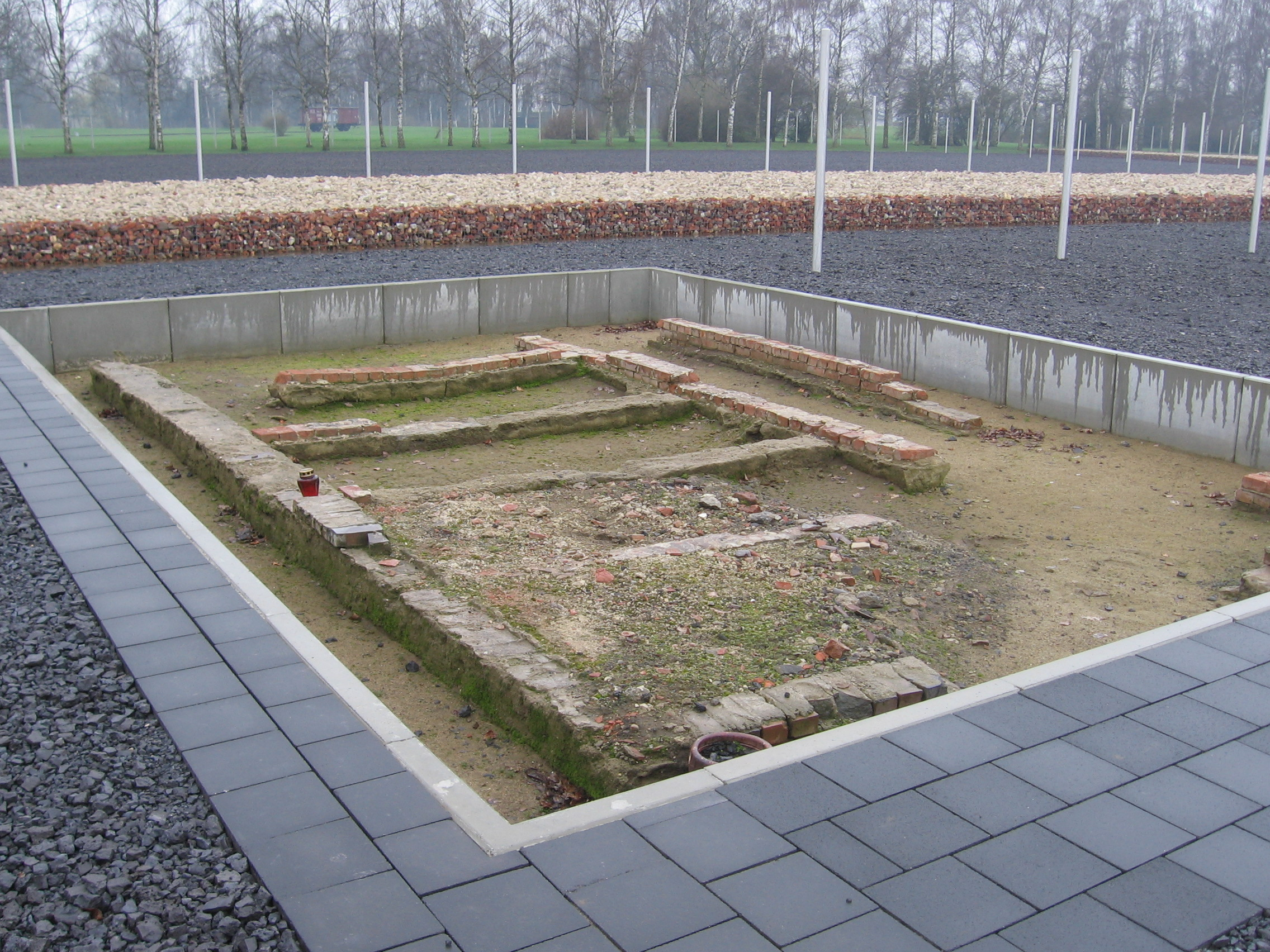
Der freigelegte Arrestbunker im KZ Neuengamme, in dem mehrere Mitglieder der Widerstandsgruppe ermordet wurden

Die in Fuhlsbüttel verbliebenen acht Mitglieder der Widerstandsgruppe standen auf einer Liquidationsliste der Gestapo und wurden am 20. April 1945 in das KZ Neuengamme transportiert. In der Zeit vom 21. bis 24. April 1945 wurden bei den Endphaseverbrechen im KZ Neuengamme folgende Angehörige der KdF-Gruppe ermordet:
- Anna Jakuditsch, „Ostarbeiterin“, Zwangsarbeiterin aus der Sowjetunion
- Annemarie Ladewig (* 5. Juni 1919), Graphikerin, verhaftet am 22. März 1945
- Rudolf Ladewig sen. (* 30. April 1893), Architekt, Vater von Annemarie und Rudolf Ladewig jun., verhaftet am 22. März 1945
- Rudolf Ladewig jun. (* 19. Februar 1923), verhaftet am 22. März 1945
- Karel Racmann (* 20. Dezember 1883), Tischlermeister, Mitglied des tschechischen Vereins Svornost, SPD, verhaftet am 9. oder 13. September 1944[20]
- Elisabeth Rosenkranz (* 6. März 1908), Hausfrau und Partnerin von Rudolf Ladewig
- Heinrich Schröder, Metallarbeiter, Kommunist. Neben der Mitgliedschaft in der KdF-Gruppe hatte er auch Verbindungen zur Bästlein-Jacob-Abshagen-Gruppe. Er wurde Mitte Dezember 1944 verhaftet, kurz darauf auch seine Frau und sein Stiefsohn, die jedoch wieder frei kamen.
- Vincent Smok, Mitglied der KPD und des tschechischen Vereins Svornost

Carl Schultz, der am 5. April 1945 verhaftet worden war und ebenfalls auf der Liquidationsliste stand, überlebte aufgrund einer Verwechslung, weil er aus Geheimhaltungsgründen im KZ Fuhlsbüttel unter dem falschen Namen „Walter Schüler“ geführt worden war und daraufhin am 12. April 1945 auf den „Evakuierungsmarsch“ geschickt wurde.

## Aufarbeitung
Carl Schultz lieferte nach der Befreiung zahlreiche Informationen und Berichte, die Teil der Strafanzeige der KdF-Gruppe vom 21. Januar 1947 gegen die Hamburger Staatspolizeileitstelle wurden und im Hamburger Gestapo-Prozess vom 9. Mai bis 2. Juni 1949 Verwendung fanden. Nach seinem Tod wurden in seinem Nachlass jedoch keine Unterlagen gefunden, die weiteren Aufschluss über die KdF-Gruppe geben konnten, sodass viele Details ungeklärt bleiben.
Die Anklageschrift gegen Angehörige des Gestapo-Dezernats, datiert vom 20. Oktober 1948, ging neben weiteren Verbrechen auch auf die Verhaftung und Ermordung von Mitgliedern der Widerstandsgruppe ein:
„Als letzte größere Widerstandsgruppe wurde noch im April 1945 die . . . sogenannte KdF-Gruppe nach längerer Beobachtung durch den Angeschuldigten Alfons Pannek aufgerollt. Ihr Ziel war gleichfalls die Beseitigung des NS-Staates. Sie war zuerst propagandistisch tätig und stand in Funkverbindung mit der Schweiz und Dänemark . . .“
Der Spitzel Pannek und dessen Vorgesetzter, der Kriminalsekretär Henry Helms, wurden zwar im Hamburger Gestapo-Prozess 1949 zu mehrjährigen Freiheitsstrafen verurteilt, aber bereits 1951 bzw. 1953 aus der Haft entlassen.